# Royal Typewriter Company
La Royal Typewriter Company, fondée en 1904 par Thomas Fortunes Ryan et Edward B. Hess, est un ancien fabricant américain de machines à écrire. En 1954, la compagnie est fusionnée avec McBee, pour créer Royal McBee. Quelque temps après, la société passe en mains de Litton Industries (1965), Volkswagen (1979), et puis d'Olivetti (1986), jusqu'en 2004 quand elle est rachetée par des actionnaires américains.  
Royal Consumer Information Products siège depuis à New Jersey. 

## Historique
Au début du XXe siècle, E. B. Hess, un inventeur américain dépose près de 150 brevets de pièces pour machines à écrire. En 1904, il rejoint l'homme d'affaires T. F. Ryan pour créer la Royal Typewriter Company.
Deux ans après sa formation, la compagnie lance son premier appareil, la Royal Standard Model 1, munie d'un clavier QWERTY. La Model 10 est sortie en 1914.
En 1922, E. B. Hess et Lewis Meyers déposent le brevet pour la première machine portable de la compagnie, la Royal Portable, qui ne sera commercialisée que quatre années après. À compter de 1947, ce modèle vend un total de 1,4 million d'unités.
Pendant la Seconde Guerre mondiale, Royal arrête sa production régulière et fabrique des machines portables pour l'armée américaine.

## Modèles

### Standard[3]
| Modèle                                       | Année d'introduction      |
| Royal Typewriter Co. Inc.                    | Royal Typewriter Co. Inc. |
| -------------------------------------------- | ------------------------- |
| Model No. 1                                  | 1906                      |
| Model No. 5                                  | 1910                      |
| Model No. 10                                 | 1913                      |
| Model S                                      | 1932                      |
| Model H et HK                                | 1934                      |
| Model KHM                                    | 1935                      |
| Model KHT                                    | 1938                      |
| Model KMG                                    | 1949                      |
| Royal RP                                     | 1950                      |
| Royal Superia Standard                       | 1950                      |
| Model HH                                     | 1952                      |
| Royal McBee (dès 1954)                       |                           |
| Model RE                                     | 1954                      |
| Model FP                                     | 1957                      |
| Model HE                                     | 1959                      |
| Model HER                                    | 1961                      |
| Model 101, MC et GA                          | 1962                      |
| Model EB                                     | 1963                      |
| Model GAR                                    | 1964                      |
| Royal Typewriter (dès 1965)                  |                           |
| Electress GAK                                | 1965                      |
| Model 440, 441 et 442                        | 1966                      |
| Model 550, 553, 660, 661, 662, 665 OCP       | 1968                      |
| Royal 470 et 970                             | 1970                      |
| Royal 700 (renommée Adler Universal 200/400) | 1975                      |

### Portable
| Modèle                              | Année d'introduction      |
| Royal Typewriter Co. Inc.           | Royal Typewriter Co. Inc. |
| ----------------------------------- | ------------------------- |
| Model P                             | 1926                      |
| Model O                             | 1932                      |
| Model A                             | 1934                      |
| Model De Luxe A                     | 1935                      |
| Model Quiet A et Speed King B       | 1938                      |
| Model Companion CD                  | 1940                      |
| Model Arrow C (pour l'armée)        | 1942                      |
| Model F                             | 1950                      |
| Quiet De Luxe R                     | 1950                      |
| Royal McBee (dès 1954)              |                           |
| Model AB, AC, AR, AG, AP et AY      | 1955                      |
| Model T, Aristocrat B, Companion RS | 1956                      |
| Futura 800 2A, Futura 400 2C        | 1958                      |
| Heritage                            | 1959                      |
| Model Custom CU                     | 1965                      |
| Royal Typewriter (dès 1965)         |                           |
| Model 440, 441 et 442               | 1966                      |
| Model 240                           | 1969                      |
| Model Custom III CB                 | 1973                      |

### Pages liées
- Machine à écrire